# Origins Award/Rollenspiele
Diese Liste enthält die Preisträger des Origins Award für Rollenspiele.
1979 wurden die ersten Preise für das beste Rollenspielsystem und das beste Rollenspielabenteuer (bis 2003) vergeben. Seit 1985 wird auch die beste Rollenspielerweiterung und zwischen 1987 und 2000 wurde auch die beste grafische Aufmachung prämiert.

## Bestes Rollenspielsystem
| Jahr | Spiel                                     | Autoren                                                                                       | Verlag                               |
| ---- | ----------------------------------------- | --------------------------------------------------------------------------------------------- | ------------------------------------ |
| 1979 | Commando                                  |                                                                                               | SPI                                  |
| 1980 | Dragon Quest                              |                                                                                               | SPI                                  |
| 1981 | Call of Cthulhu                           |                                                                                               | Chaosium                             |
| 1982 | Behind Enemy Lines                        | William H. Keith                                                                              | FASA Corporation                     |
| 1983 | James Bond, 007                           |                                                                                               | Victory Games                        |
| 1984 | Twilight: 2000                            |                                                                                               | GDW                                  |
| 1984 | Paranoia                                  |                                                                                               | West End Games                       |
| 1985 | DC Heroes RPG                             | Greg Gordon                                                                                   | Mayfair Games                        |
| 1986 | Ghostbusters                              |                                                                                               | West End Games                       |
| 1987 | Star Wars                                 | Greg Costikyan                                                                                | West End Games                       |
| 1988 | GURPS Basic Set, 3rd Edition              |                                                                                               | Steve Jackson Games                  |
| 1989 | Advanced Dungeons & Dragons, 2nd Edition  |                                                                                               | TSR                                  |
| 1990 | King Arthur Pendragon, 3rd ed.            | Greg Stafford                                                                                 | Chaosium                             |
| 1991 | Vampire: The Masquerade                   | Mark Rein-Hagen                                                                               | White Wolf                           |
| 1992 | Shadowrun, 2nd Edition                    | Tom Dowd, Paul Hume, Bob Charrette                                                            | FASA                                 |
| 1993 | Traveller: The New Era                    | Frank Chadwick, David Nilsen                                                                  | GDW                                  |
| 1994 | Castle Falkenstein                        | Mike Pondsmith                                                                                | R. Talsorian Games                   |
| 1995 | Mage: The Ascension, 2nd Edition          | Phil Brucato, Stewart Wieck                                                                   | White Wolf                           |
| 1996 | Deadlands                                 | Shane Hensley                                                                                 | Pinnacle Entertainment Group         |
| 1997 | Legend of the Five Rings Roleplaying Game | John Wick                                                                                     | Alderac Entertainment Group          |
| 1998 | Star Trek: The Next Generation RPG        |                                                                                               | Last Unicorn Games                   |
| 1999 | 7th Sea                                   | John Wick, Jennifer Wick, Kevin Wilson                                                        | Alderac Entertainment Group          |
| 2000 | Dungeons & Dragons                        | Jonathan Tweet, Monte Cook, Skip Williams                                                     | Wizards of the Coast                 |
| 2001 | Adventure!                                | James Kiley, Michael B. Lee, Clayton Oliver                                                   | White Wolf                           |
| 2002 | The Lord of the Rings Roleplaying Game    | Steven S. Long, John Rateliffe, Christian Moore, Matt Forbeck                                 | Decipher                             |
| 2003 | Angel                                     |                                                                                               | Eden Studios                         |
| 2004 | Ars Magica: 5th Edition                   | David Chart, Jonathan Tweet, Mark Rein-Hagen                                                  | Atlas Games                          |
| 2005 | Artesia                                   | Mark Smylie                                                                                   | Archaia Studios Press                |
| 2006 | Burning Empires                           | Chris Moeller, Luke Crane, Thor Olavsrud, Radek Drozdalski                                    | Burning Wheel                        |
| 2007 | Aces & Eights                             | Jolly R. Blackburn, Brian Jelke, Steve Johansson, Dave Kenzer, Jennifer Kenzer, Mark Plemmons | Kenzer and Co.                       |
| 2008 | Mouseguard                                | Luke Crane, David Petersen                                                                    | Archaia Studios Press                |
| 2009 | Eclipse Phase                             | Rob Boyle, Brian Cross                                                                        | Catalyst Game Labs/Posthuman Studios |
| 2010 | The Dresden Files RPG: Your Story         |                                                                                               | Evil Hat Productions                 |
| 2011 | Arcanis                                   | Eric Wiener, Pedro Barrenechea, Henry Lopez                                                   | Paradigm Concepts                    |

## Bestes Rollenspielabenteuer
| Jahr | Spiel                                              | Autoren | Verlag                       |
| ---- | -------------------------------------------------- | --- | ---------------------------- |
| 1979 | Kinunir                                            | | GDW                          |
| 1980 | Twilights Peak                                     | | GDW                          |
| 1981 | Thieves World                                      | | Chaosium                     |
| 1982 | Citybook I                                         | Mike Stackpole, Pat Mueller | Flying Buffalo               |
| 1983 | Stormhaven (für Mercenaries, Spies & Private Eyes) | Michael Stackpole | Flying Buffalo               |
| 1984 | Live & Let Die                                     | | Victory Games                |
| 1985 | Yellow Clearance Black Box Blues (für Paranoia)    | John M. Ford | West End Games               |
| 1986 | Going Home (für Twilight 2000)                     | | GDW                          |
| 1987 | Tournament of Dreams (für Pendragon)               | Sam Shirley, Les Brooks, Greg Stafford                                                                                         | Chaosium                     |
| 1988 | Battle for the Golden Sun (für Star Wars)          | | West End Games               |
| 1989 | The Great Old Ones (für Call of Cthulhu)           | Harry Cleaver, Doug Lyons, Marcus L. Roland, Kevin A. Ross, Tom Sullivan, Lynn Willis                                          | Chaosium                     |
| 1990 | Harlequin (für Shadowrun)                          | Tom Dowd, Sam Lewis, Ken St. Andre, John Faughnan, W. G. Armintrout, Jerry Epperson, Paul R. Hume, Lester Smith, James D. Long | FASA Corporation             |
| 1991 | Horror on the Orient Express (für Call of Cthulhu) | Mark Morrison und andere | Chaosium                     |
| 1992 | GURPS Cyberpunk Adventures                         | Jeff Koke (Editor), David Pulver, Jak Koke, Timothy Keating                                                                    | Steve Jackson Games          |
| 1993 | Dragon Mountain                                    | Colin McComb | TSR                          |
| 1994 | Council of Wyrms (für AD&D)                        | Bill Slavicsek | TSR                          |
| 1995 | Giovanni Chronicle: The Last Supper (für Vampire)  | Daniel Greenberg | White Wolf                   |
| 1996 | The Complete Masks of Nyarlathotep                 | Larry DiTillio, Lynn Willis | Chaosium                     |
| 1997 | Independence Day                                   | Chris Snyder, Matt Forbeck | Pinnacle Entertainment Group |
| 1998 | Return to the Tomb of Horrors                      | | Wizards of the Coast         |
| 1999 | Beyond the Mountains of Madness                    | Charles Engan, Janyce Engan | Chaosium                     |
| 2000 | Death in Freeport                                  | Chris Pramas | Green Ronin Publishing       |
| 2001 | Unseen Masters                                     | Bruce Ballon | Chaosium                     |
| 2002 | City of the Spider Queen                           | James Wyatt | Wizards of the Coast         |
| 2003 | Black Sails over Freeport                          | | Green Ronin Publishing       |

## Beste Rollenspielerweiterung
| Jahr | Spiel                                             | Autoren | Verlag                     |
| ---- | ------------------------------------------------- | --- | -------------------------- |
| 1985 | Pendragon Campaign (für King Arthur Pendragon)    | Greg Stafford | Chaosium                   |
| 1986 | BattleTech Technical Readout                      | | FASA Corporation           |
| 1986 | Cthulhu by Gaslight (für Call of Cthulhu)         | | Chaosium                   |
| 1987 | Star Wars Sourcebook (für Star Wars RPG)          | Curtis Smith, Bill Slavicsek                                                                                                   | West End Games             |
| 1988 | GURPS Space                                       | | Steve Jackson Games        |
| 1989 | Creatures of the Dreamlands (für Call of Cthulhu) | Mark Ferrari, Sandy Petersen, Lynn Willis                                                                                      | Chaosium                   |
| 1990 | Forgotten Realms Adventure Book (für AD&D)        | | TSR                        |
| 1991 | GURPS Time Travel                                 | Steve Jackson, John M. Ford | Steve Jackson Games        |
| 1992 | GURPS Illuminati                                  | Nigel Findley | Steve Jackson Games        |
| 1993 | GURPS Vampire: The Masquerade                     | | Steve Jackson Games        |
| 1994 | The Encyclopedia Magica, Volume 1 (für AD&D)      | Doug Stewart | TSR                        |
| 1995 | Birthright (für AD&D)                             | Slade Hansen, Rich Baker, Colin McComb                                                                                         | TSR                        |
| 1996 | Six Guns and Sorcery                              | Edward Bolme, James Cambias, Eric Floch, Angela Hyatt, Jim Parks, Derek Quintanar, Barrie Rosen, Mark Schumann, Chris Williams | R. Talsorian               |
| 1997 | Delta Green                                       | Dennis Detwiller, Adam Scott Glancy, John Tynes                                                                                | Pagan Publishing           |
| 1998 | Greyhawk: The Adventure Begins (für AD&D)         | | Wizards of the Coast       |
| 1999 | Delta Green: Countdown                            | Dennis Detwiller, Adam Scott Glancy, John Tynes                                                                                | Pagan Publishing           |
| 2000 | GURPS Steampunk                                   | William H. Stoddard | Steve Jackson Games        |
| 2001 | Forgotten Realms Campaign Setting (für D&D)       | Ed Greenwood, Sean K. Reynolds, Skip Williams, Rob Heinsoo                                                                     | Wizards of the Coast       |
| 2002 | Celtic Age                                        | Mike Bennighof, John R. Phythyon, Jr., Ree Soesbee                                                                             | Avalanche Press            |
| 2003 | Redhurst Academy of Magic                         | | Human Head Studios         |
| 2004 | Eberron Campaign Setting (für D&D)                | | Wizards of the Coast       |
| 2005 | GURPS Infinite Worlds, 4th Edition                | Kenneth Hite, Steve Jackson, John M. Ford                                                                                      | Steve Jackson Games        |
| 2006 | Deadlands Reloaded Setting (für Savage Worlds)    | Shane Hensley, B.D. Flory | Pinnacle/Great White Games |
| 2007 | Codex Arcanis                                     | Team Paradigm | Paradigm Concepts          |
| 2008 | Serenity Adventures                               | Alana Abbot, Billy Aguiar, James Davenport, Ted Reed, James M. Ward                                                            | Margaret Weis Productions  |
| 2009 | Big Damn Heroes Handbook                          | Cam Banks, Jennifer Brozek, Jim Davenport, Jason Durall, Tony Lee, Nathon Rockwood, Clark Valentine                            | Margaret Weis Productions  |
| 2010 | The Dresden Files RPG: Our World                  | | Evil Hat Productions       |
| 2011 | Call of Cthulhu: Shadows over Scotland            | Stuart Boon | Cubicle 7 Entertainment    |

## Beste grafische Aufmachung für Rollenspiele
| Jahr | Spiel                                                            | Grafiker/Autoren                                                                                   | Verlag                       |
| ---- | ---------------------------------------------------------------- | -------------------------------------------------------------------------------------------------- | ---------------------------- |
| 1987 | Miskatonic University Kit (für Call of Cthulhu)                  | Lynn Willis                                                                                        | Chaosium                     |
| 1988 | Petersen's Field Guide to Cthulhu Monsters (für Call of Cthulhu) | | Chaosium                     |
| 1989 | Creatures of the Dreamlands (für Call of Cthulhu)                | Mark Ferrari, Tom Sullivan, Lynn Willis                                                            | Chaosium                     |
| 1990 | Ravenloft Box Set (für AD&D)                                     | | TSR                          |
| 1990 | Seattle Source Book (für Shadowrun)                              | | FASA Corporation             |
| 1991 | Horror on the Orient Express (für Call of Cthulhu)               | Les Brooks, Lynn Willis, Charlie Krank                                                             | Chaosium                     |
| 1992 | Cthulhu for President (für Call of Cthulhu)                      | Charlie Krank, Les Brooks                                                                          | Chaosium                     |
| 1992 | Shadowrun, 2nd ed.                                               | Jeff Laubenstein, Joel Biske                                                                       | FASA                         |
| 1993 | Underground                                                      | Maria Cabardo                                                                                      | Mayfair Games                |
| 1994 | Planescape Campaign Setting (für AD&D)                           | Sarah Feggestad, Dee Barnett, Dawn Murin, Peggy Cooper, Robh Ruppel, Dana Knutson, Tony DiTerlizzi | TSR                          |
| 1995 | Bug City (für Shadowrun)                                         | Jim Nelson                                                                                         | FASA                         |
| 1996 | Deadlands                                                        | Tim Link, Jay Lloyd Neal, Charles Ryan                                                             | Pinnacle Entertainment Group |
| 1997 | In Nomine                                                        | Jeff Koke, Derek Pearcy, Dan Smith                                                                 | Steve Jackson Games          |
| 1998 | Dragonlance Bestiary (für AD&D)                                  | | Wizards of the Coast         |
| 1999 | Dark*Matter                                                      | Wolfgang Bauer, Monte Cook                                                                         | Wizards of the Coast         |
| 2000 | Monster Manual                                                   | Sean Glenn, Sherry Floyd                                                                           | Wizards of the Coast         |